# Writing (Elton-John-Lied)
Writing (deutsch „das Schreiben“) ist ein Musiktitel des britischen Sängers und Komponisten Elton John, der Liedtext wurde von Bernie Taupin geschrieben.
Das Album „Captain Fantastic and the Brown Dirt Cowboy“ wurde als Konzeptalbum realisiert und greift in chronologischer Reihenfolge sowie in autobiographischer Absicht Johns und Taupins Leben in London in den Jahren von 1967 bis 1970 auf. „Writing“ ist das achte von zehn Liedern. Die konzeptionelle Handlung wird mit dem Titel We All Fall In Love Sometimes  fortgesetzt.

## Hintergrund
Das Wichtigste in diesen Tagen in London für John und Taupin waren die vielen und wiederholten Versuche immer neue Kompositionen zu entwickeln, auszuprobieren, zu verwerfen und erneut zu beginnen. Das perfekte, spätere Zusammenspiel, das es ihnen überhaupt ermöglichte zu Beginn der 1970er Jahre ein Dutzend Alben und eine Vielzahl von zusätzlichen Lieder aufzunehmen und erfolgreich zu vermarkten, war das Ergebnis dieser Zeit.
Ihr Alltag war alles andere als hektisch und folgte keinem Zeitplan („Lazy days my razor blade could use a better edge“ – „Faule Tage, mein Rasiermesser könnte etwas schärfer sein“). Da die beiden jedoch beständig komponierten, war durchaus eine Zielstrebigkeit darin zu erkennen („Not the kind to dawdle“ – „Eigentlich nicht trödeln“). Sie hielten sich gegenseitig bei Laune („It’s enough to make you laugh“ – „Es ist genug, dich zum Lachen zu bringen“), hatten einzig die Qualität und Harmonie ihrer Lieder im Sinn („Will the things we wrote today sound as good tomorrow“ – „Werden die Dinge, die wir heute geschrieben haben morgen noch gut klingen“) und wollten dabei in Ruhe gelassen werden („But don’t disturb us if you hear us trying“ – „Aber störe uns nicht, wenn du uns beim Versuchen hörst“).

## Besetzung
- Elton John – Gesang, Elektrisches Klavier
- Davey Johnstone – Gitarre, Klavier, Hintergrundgesang
- Dee Murray – Bassgitarre, Hintergrundgesang
- Nigel Olsson – Schlagzeug, Hintergrundgesang
- Ray Cooper – Triangel, Shaker, Bongos

## Produktion
- Gus Dudgeon – Produzent